# Frankówka
Frankówka (słow. Malá Franková) – wieś (obec) w powiecie Kieżmark na Zamagurzu na Słowacji. Położona jest w dolinie Frankowskiego Potoku i na dwóch jego zboczach utworzonych przez dwa grzbiety górskie będące bocznymi odgałęzieniami Magury Spiskiej. Od zachodniej strony jest to północno-wschodni grzbiet Magurki opadający do doliny Osturniańskiego Potoku, od wschodniej dłuższy grzbiet odchodzący w rejonie Małej Polany na północ do Przełęczy Hanuszowskiej oraz krótki Pośredni Grzbiet. Do miejscowości prowadzi szosa z Frankowej.
Wieś powstała jako osada w majątku zakonu kartuzów z Czerwonego Klasztoru, początkowo jako część Frankowej. Pierwsza zachowana wzmianka historyczna wspominająca o Frankówce pochodzi z roku 1568, z kolei z zachowanej dokumentacji wynika, że oddzieliła się ona od Frankowej na przełomie XVI i XVII wieku. Jako odrębna wieś lokowana na prawie wołoskim Frankówka notowana była w roku 1611. Następnie wieś należała do rodu Rakoczych, biskupa nitrzańskiego Ladislava Matiašovskiego (od 1699), zgromadzenia kamedułów (od 1704), po likwidacji zakonów – do skarbu państwa (od 1782) i wreszcie do greckokatolickiego biskupstwa w Preszowie (od 1820 do zniesienia poddaństwa w 1848). W okresie od 1979 do 1990 Frankówka wchodziła w skład wsi (obec) Frankowa.
Frankówka tradycyjnie zaliczana jest do wsi góralskich, kultywowany jest w niej miejscowy folklor i lokalna mowa. Jest to gwara spiska, zaliczana przez polskich językoznawców jako gwara dialektu małopolskiego języka polskiego, przez słowackich zaś jako gwara przejściowa polsko-słowacka. Zabudowania Frankówki skupione są w typowym dla Spiszu stylu – ciasno jedno przy drugim wzdłuż wąskiej ulicy nad potokiem.

## Demografia
Według danych pozyskanych podczas spisu powszechnego z 2011 roku mieszkańcy Frankówki przynależeli do następujących grup:
- Według płci:[10][11][12]
  - mężczyźni – 94
  - kobiety – 92

- Według narodowości:[10]
  - Słowacy – 179
  - Żydzi – 1
  - inna – 2
  - nieokreślona – 4

- Według języka ojczystego:[11]
  - słowacki – 177
  - polski – 5
  - inny – 2
  - nieokreślony – 2

- Według wyznania:[12]
  - Kościół rzymskokatolicki – 179
  - Kościół greckokatolicki – 4
  - bez wyznania – 1
  - nieokreślone – 2

## Szlaki turystyczne
– czerwony z Frankówki grzbietem Magurki do rozdroża pod Magurką. 2.05 h, ↓ 1.35 h
 – żółty z Frankówki przez Furmanec na Małą Polanę 1.10 h, ↓ 55 min

## Galeria

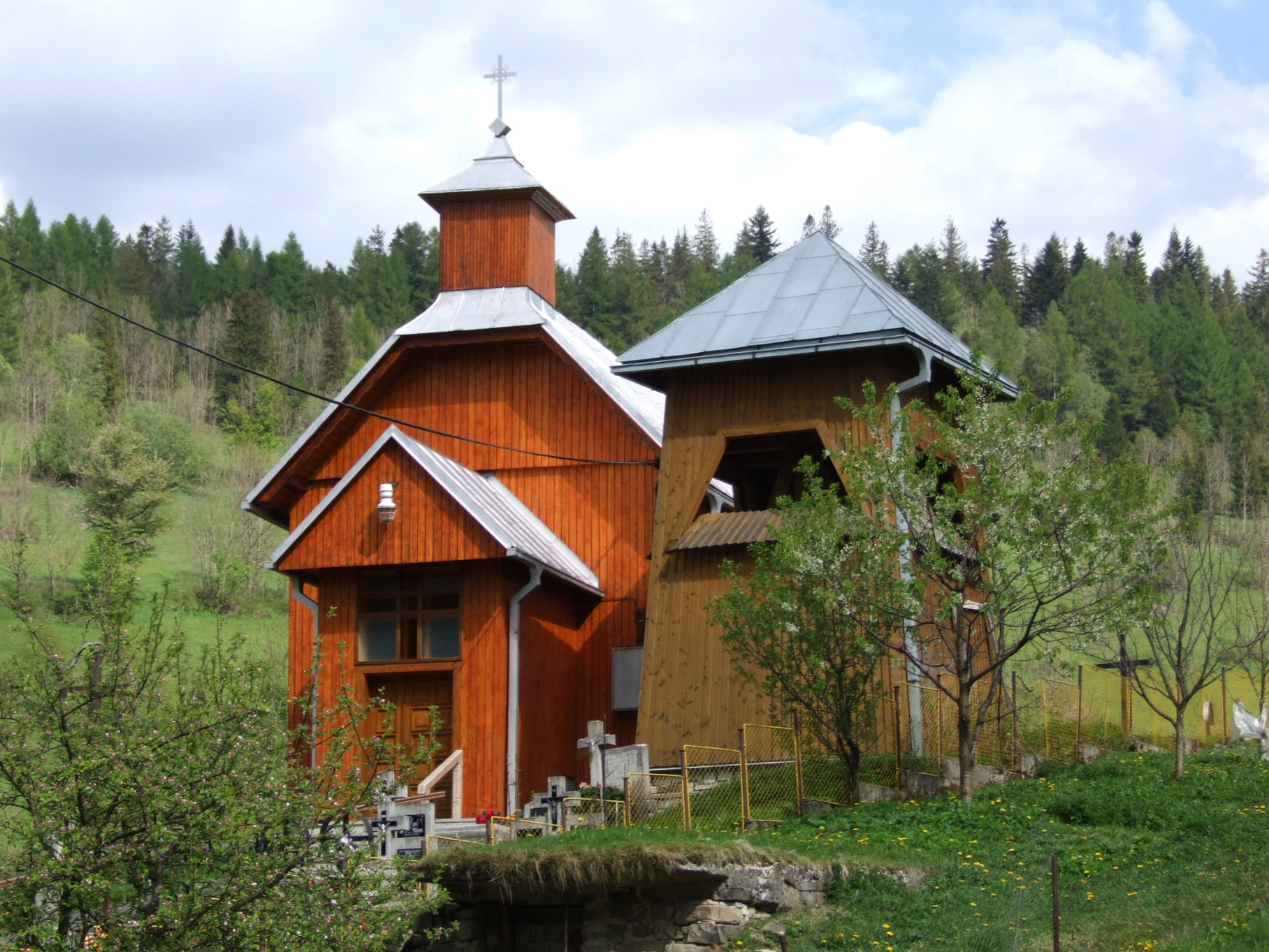
Kościół we Frankówce
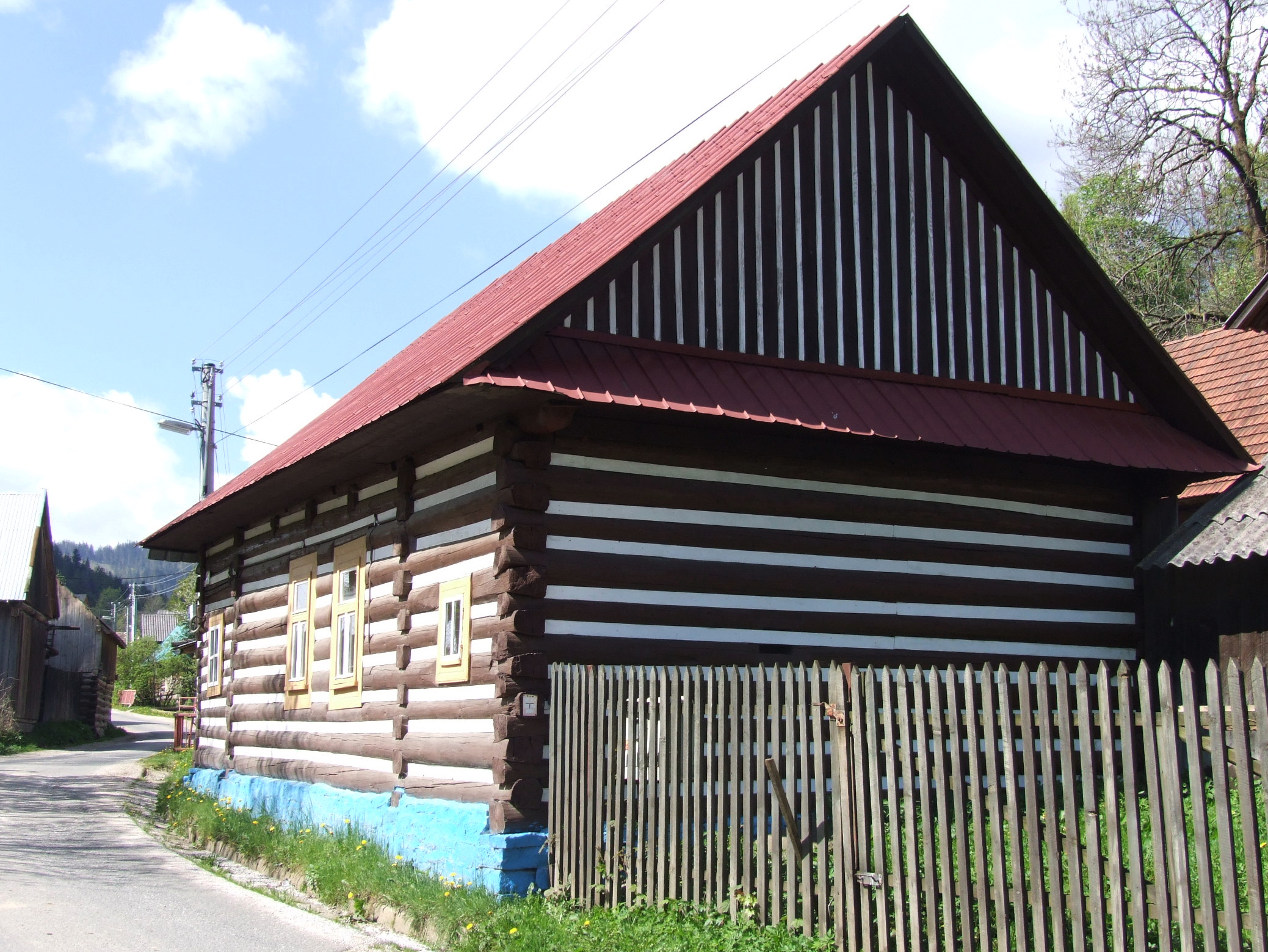
Tradycyjna zabudowa
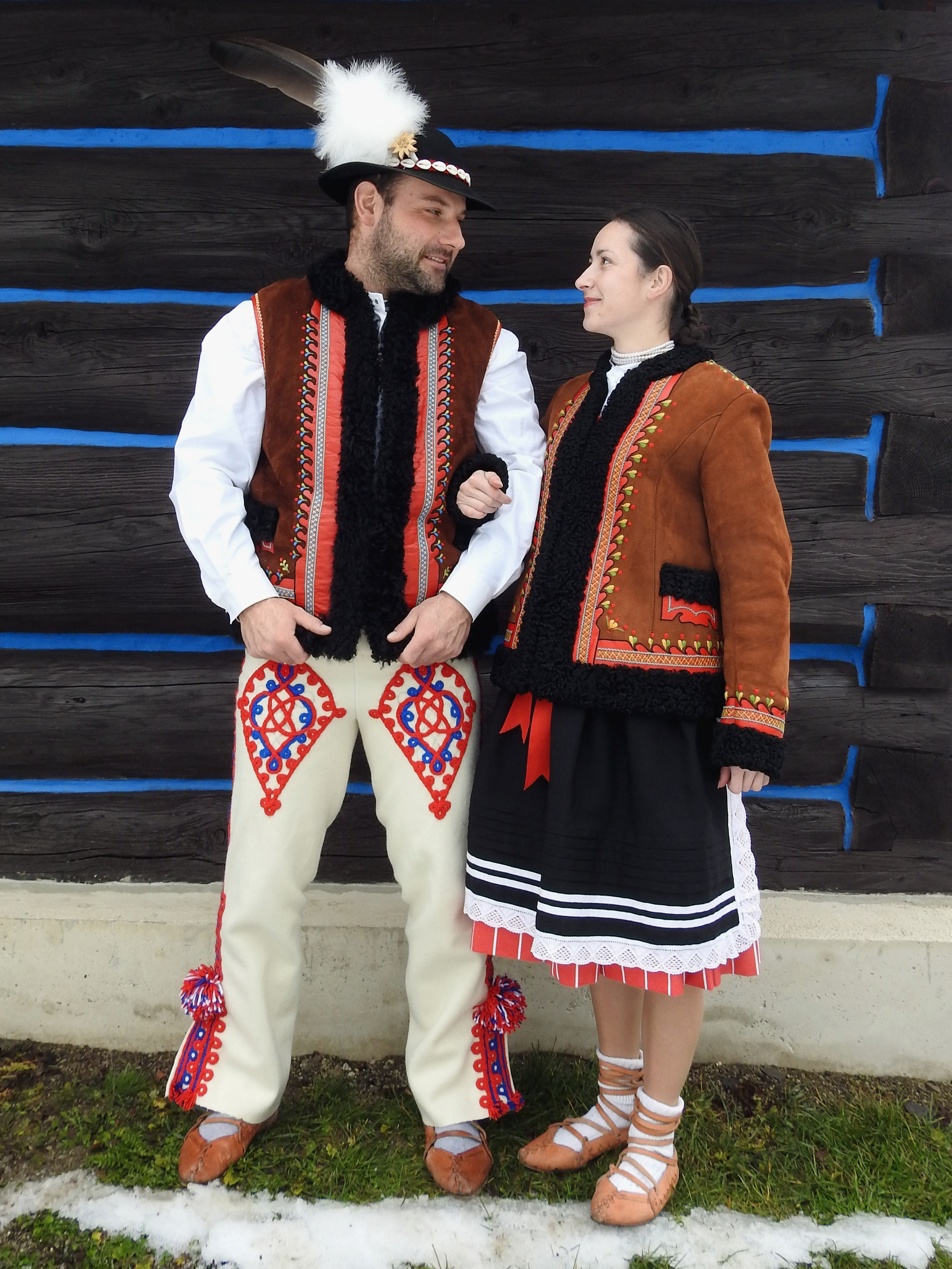
Członkowie zespołu Frankovčan w strojach ludowych